# Etkul'skij rajon
L'Etkul'skij rajon (in russo Еткульский район?) è un rajon dell'oblast' di Čeljabinsk, nella Siberia occidentale. Istituito nel 1924, il suo capoluogo è il villaggio di Etkul'.